# Axel Andersson (skulptör)

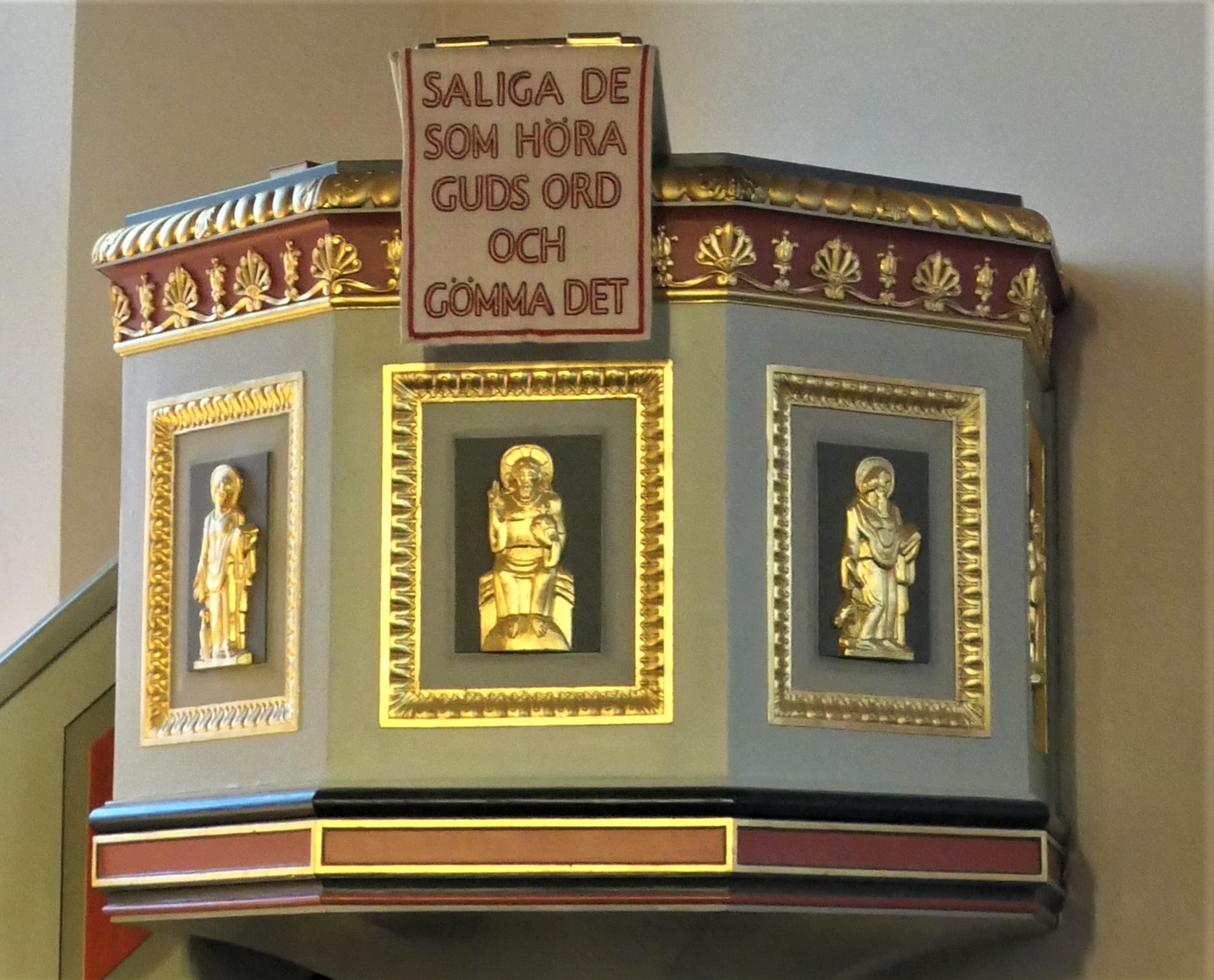
Skulpturer av Axel Andersson runt predikstolen i Hjo kyrka.

Axel Andersson, född 24 januari 1890 i Morups församling, Falkenbergs kommun, Hallands län, död 12 januari 1956 i Morup, var en svensk skulptör. 
Han var son till smeden Anders Johansson och Augusta Severina Nilsson och från 1922 gift med Gerda Bohmander. Han började som ung att tälja gubbar i trä och bestämde sig för att bli bildhuggare efter att några år arbetat på sjön. Under två år utbildade han sig vid Slöjdföreningens skola och Valands konstskola i Göteborg samt genom självstudier under resor till bland annat Danmark, Norge, Tyskland och Nederländerna. Studierna där avbröts på grund av sjukdom. AXA, som han även kallades, återvände till Morup, där han verkade till sin död 1956. 
Efter sina studier inledde han ett samarbete med arkitekten Nils Einar Eriksson där han bland annat utförde modeller för utsmyckningen av Göteborgs konstmuseum och andra byggnader. Under åren 1917–1943 utförde han ornament, apostlar- och Kristusfigurer i sten eller trä för ett trettiotal kyrkor i Sverige. Separat ställde han ut några gånger i Falkenberg och han medverkade i ett flertal samlingsutställningar. Bland hans offentliga arbeten märks flera park- och trädgårdsfontäner. Hans fria konstutövning består av små troll och knubbiga små figurer som är präglade av en frodig fantasi.   
Tidigt drogs hans intresse till den kyrkliga skulpturkonsten. Ett av hans första större arbeten var skulpturer till altartavlan i Vetlanda kyrka. Han utförde därefter arbeten i ett stort antal kyrkor såsom Helsingborgs kyrka, Hjo kyrka, Tvååkers kyrka, Ås kyrka, Ljungby kyrka. År 1935 kom turen till Morups kyrka att beställa utsmyckning till läktarbarriären, de tolv apostlarna skurna i päronträ och uppsatta 1938. 
Han arbetade även i keramik, skrev böcker samt kåserier i Aftonbladet.

## Verk i urval
- Morups kyrka
- Tvååkers kyrka
- Ljungby kyrka
- Marums kyrka
- Hjo kyrka